# Sool (Glaris)
Sool fue hasta el 31 de diciembre de 2010 una comuna suiza del cantón de Glaris.
Desde el 1 de enero de 2011 es una localidad de la nueva comuna de Glaris Sur al igual que las antiguas comunas de Betschwanden, Braunwald, Elm, Engi, Haslen, Linthal, Luchsingen, Matt, Mitlödi, Rüti, Schwanden y Schwändi.

## Geografía
Sool se encuentra situada cerca del centro del cantón, está bañado por el Sernf y el río Linth. La antigua comuna limitaba al norte con las comunas de Mitlödi, Ennenda y Obstalden, al este con Quarten (SG) y Engi, al sur con Engi y Schwändi, con la que también limita al oeste.

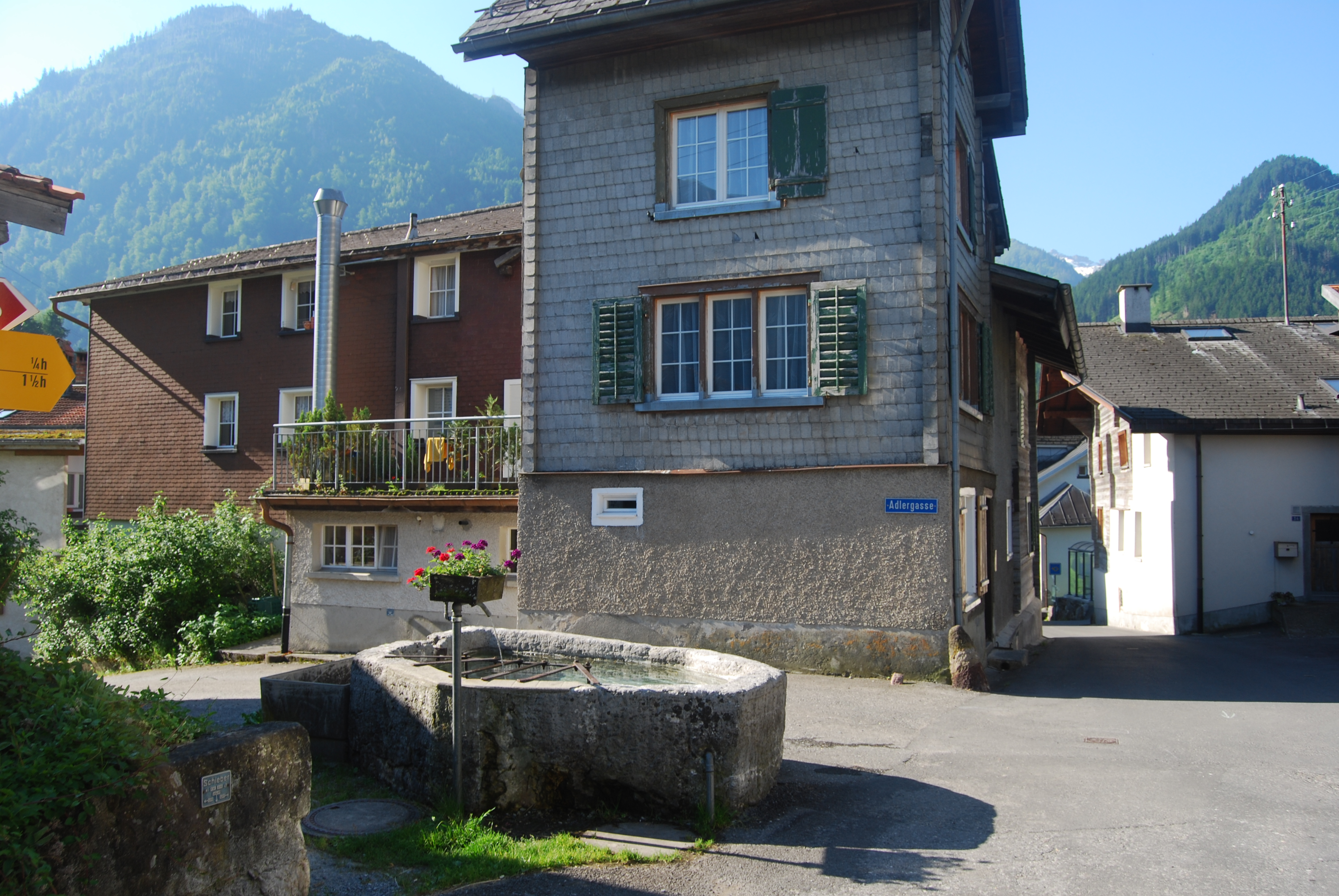
Sool.